# Alexandre Denéréaz
Alexandre Denéréaz ou Alexandre Dénéréaz, né le 31 juillet 1875 à Lausanne et mort le 25 juillet 1947 dans la même ville, est un musicien, compositeur, organiste et enseignant vaudois.

## Biographie
Alexandre Denéréaz fait des études classiques, scientifiques et musicales. En 1892, il part pour Dresde où il s'inscrit pour 4 ans au Conservatoire Royal et travaille le piano avec Karl-Heinrich Doering (1834-1916), l'orgue avec Julius Johannsen (1852-1921) et la composition avec Felix Draeseke (1835-1913). En 1896, il obtient le premier prix de composition pour sa Première symphonie.
De retour à Lausanne en 1896, il est nommé organiste à Saint-François. La même année, il succède à son ancien professeur de composition, d'harmonie et de contrepoint, Charles Blanchet, au Conservatoire de Lausanne. Il dirige la Société mixte Sainte-Cécile, ainsi que le chœur d'hommes La Recréation d'Yverdon-les-Bains. En 1899, il devient membre fondateur de l'association des musiciens suisses. Il écrit, en 1903, la Cantate pour le centenaire de l'indépendance vaudoise, sur un texte de René Morax. L'œuvre musicographique de Denéréaz comprend plusieurs traités, dont Cours d'Harmonie, Rythmes cosmiques et rythmes humains et La gamme, ce problème cosmique. L'ouvrage principale de Denéréaz reste La musique et la vie intérieure. Plusieurs personnalités du monde musical eurent des contacts épistolaires avec Denéréaz à propos de ce livre, notamment Nadia Boulanger et Alfred Cortot.
Alexandre Denéréaz décède le 25 juillet 1947 à Lausanne.

## Sources
- « Alexandre Denéréaz », sur la base de données des personnalités vaudoises sur la plateforme « Patrinum » de la Bibliothèque cantonale et universitaire de Lausanne.
- Dictionnaire des musiciens suisses, Zurich, Atlantis Verlag, 1964, p. 90
- Jean-Louis Matthey, Alexandre Denéréaz, Inventaire du fonds musical, Lausanne, Bibliothèque cantonale et universitaire - Lausanne, 1983, p. 11-21
- photo Nitsche, Lausanne, Patrie suisse, (A. B.), 1903, no 248, p. 65-66